# Стандарта председника Републике Србије
Стандарта председника Републике Србије  је званична државна застава коју употребљава државни службеник председник Републике Србије.

## О стандарти
Стандарта председника Републике Србије корсти се препоруком Народне скупштине Републике Србије о коришћењу грба, заставе и химне од 17. августа 2004. године и након усвајања Закона о изгледу и употреби грба, заставе и химне Републике Србије 19. маја 2009. године. Користи се током инаугурације председника Републике, током свечаних церемонија и као амблем председника Републике за теренску униформу у Војсци Србије. На инаугурацији новог председника Републике, новоизабрани председник Републике преузима стандарту од одлазећег председника Републике и тиме симболично прима дужност председника Републике. Стандарта се налази на згради Председништва Србије (Новом двору), као и у радном кабинету председника Републике и простору за обраћање јавности и медијима.

## Изглед стандарте
Стандарта председника Републике јесте стандарта Краља Србије, односно хоризонтална тробојка која, унутар беле бордуре са наизменичним низом плавих и црвених троуглова теменима упоље и са по једном црвеном делтоидом у сваком углу, има поља истих висина, одозго на доле: црвено, плаво и бело, а преко тих поља Велики краљевски грб.

## Галерија
- Стандарта председника Републике Србије од 2004. до 2010. године
- Велики грб Републике Србије који употребљава председник Републике Србије